# 轩辕增廿四
轩辕增廿四、轩辕增二十四或巨蟹座ξ（英语：ξ Cancri，缩写ξ Cnc），又叫巨蟹座77，是巨蟹座中的一个光谱联星系统。它可用肉眼看见，视星等为+5.15。根据依巴谷任务期间获得的视差测量结果，它距离太阳大约370光年。
组成该联星系统的恒星分别为轩辕增廿四A（英语正式名称为Nahn /ˈnɑːn/）和轩辕增廿四B。

## 命名
巨蟹座ξ（或拉丁化为巨蟹座Xi）是该系统的拜耳名称。轩辕增廿四A和B两个组成部分的名称源自华盛顿多重星表 (WMC) 用于多恒星系统的惯例，并被国际天文学联合会 (IAU) 采用。
轩辕增廿四与轩辕八一起被称为源于波斯语的Nahn（“鼻子”）和源于科普特语的Piautos（“眼睛”），它们都是月球星群。Nahn也是1971年NASA技术备忘录中给予轩辕增廿四的名字。2016年，国际天文学联合会组织了一个恒星名称工作组（WGSN），对恒星的专有名称进行编目和标准化。WGSN决定为单个恒星而非整个多重系统赋予专有名称。它于2018年6月1日批准了轩辕增廿四A的名称为Nahn，现在它已包含在IAU批准的恒星名称列表中。

## 性质
在目前的距离上，由于星际尘埃，视星等会减弱0.135的消光系数。
轩辕增廿四是一个单线光谱双星系统，轨道周期为4.66年，偏心率为0.06，半长轴为0.01角秒。主星轩辕增廿四A是一颗黄色G型巨星，视星等为+5.70。它的伴星轩辕增廿四B的星等为6.20。